# Csecsen–Ingus autonóm terület
A Csecsen–Ingus autonóm terület  a Szovjetunió, azon belül az Oroszországi Szovjet Szövetségi Szocialista Köztársaság egyik autonóm területe volt 1934. január 15. és 1936. december 5. között.
A közigazgatási központja Groznij volt.

## Története
A Csecsen–Ingus autonóm területet 1934. január 15-én hozták létre a Csecsen autonóm terület és az Ingus autonóm terület egyesítésével. A kezdetektől fogva az Észak-kaukázusi régió igazgatása alá tartozott.
1936. december 5-én, az új sztálinista alkotmány elfogadásával az autonóm terület Csecsen–Ingus Autonóm Szovjet Szocialista Köztársaság lett.

## Statisztikák
- 1934. július 15-én a Csecsen-Ingus autonóm terület 16 200 km², lakossága 650 500 fő, a kerületek száma 24 volt.

## Közigazgatás[2]
A Csecsen és Ingus autonóm területek egyesítésének eredményeképpen 16 járás vált a Csecsen–Ingus autonóm terület részévé.
1934. augusztus 1-jén Központi Végrehajtó Bizottság úgy döntött, hogy megszüntetik a Petropavlovszki járást és a fővárost, Groznijt is beolvasztják a róla elnevezett járásba.
1935–36-ban még háromszor változtattak a járások számán, egyeseket kettéosztottak, másokat pedig megszüntettek, majd teljesen más néven újraalapítottak.
1936. június 20-tól az alábbi járások tartoztak a Csecsen–Ingus autonóm területhez:
1. Acsaluki járás
2. Acshoj-martani járás
3. Vegyenói járás
4. Galancshozi járás
5. Galasinszki járás
6. Grozniji járás
7. Gugyermeszi járás
8. Itum-kalei járás
9. Kurcsaloji járás
10. Malgobeki járás
11. Tyereki járás
12. Nazranyi járás
13. Nozsaj-jurti járás
14. Városkörnyéki járás
15. Pszedáhszki járás
16. Sajaszanovszki járás
17. Ataginszki járás
18. Jurtai járás
19. Sunzhai járás
20. Urusz-martani járás
21. Cseberlojevszki járás
22. Sali járás
23. Saroji járás
24. Satoji járás

## Fordítás
Ez a szócikk részben vagy egészben  a(z)   Чечено-Ингушская автономная область című orosz Wikipédia-szócikk ezen változatának fordításán alapul.  Az eredeti cikk szerkesztőit annak laptörténete sorolja fel. Ez a jelzés csupán a megfogalmazás eredetét és a szerzői jogokat jelzi, nem szolgál a cikkben szereplő információk forrásmegjelöléseként.